# Stephan Sahm
Stephan Sahm (* 13. Januar 1959 in Offenbach am Main) ist ein deutscher Medizinethiker, Musiker und Komponist.

## Leben
Sahm war Chefarzt der Medizinischen Klinik I des Ketteler-Krankenhauses in Offenbach und seit April 2024 im Ruhestand. Nach einem Studium der Philosophie habilitierte er sich 2006 an der Universität Frankfurt am Main im Fach Ethik der Medizin. Er schreibt regelmäßig für die Frankfurter Allgemeine Zeitung. Sahm ist Lehrbeauftragter am Senckenbergischen Institut für Geschichte und Ethik der Medizin. Er komponierte die Musik zu den geistlichen Musikschauspielen Clara von Assisi und Elisabeth von Thüringen.

## Mitgliedschaften
Sahm wurde am 25. Juli 2017 als korrespondierendes Mitglied für Deutschland in die Päpstliche Akademie für das Leben in Rom aufgenommen.

## Schriften (Auswahl)
- Sterbebegleitung und Patientenverfügung. Ärztliches Handeln an den Grenzen von Ethik und Recht. Campus, Frankfurt am Main 2006

### Musik für Geistliche Musikspiele
- 1994 Mulier fortis – Clara von Assisi. Ein geistliches Spiel mit Texten und Liedern, Pantomime und Tanz, Liedtexte: Helmut Schlegel
- 1996 Wächter, sag mir die Zeit! Ein geistliches Musikspiel zur Geschichte der Franziskanerinnen von Reute Liedtexte: Helmut Schlegel
- 1997 Katharina – Närrin Gottes. Ein Geistliches Musikspiel zum 100. Todestag von Maria Katharina Kasper, Liedtexte: Helmut Schlegel
- 2007 Elisabeth von Thüringen. Ein geistliches Musikschauspiel, Liedtexte: Helmut Schlegel